# 2-га гвардійська танкова дивізія (СРСР)
2-га гвардійська танкова Тацинська Червонопрапорна ордена Суворова дивізія (2 ТД, в/ч 43055, від квітня 1968:59263, від травня 1990:49539) — колишнє з'єднання танкових військ Радянської армії а згодом Росії, яке існувало від 1945 до 2001 року. Створена 24 липня 1945 року на основі 2-го гвардійського танкового корпусу у місті Псков, Псковська область. Дивізія відносилася до боєготових першого ешелону, тому була укомплектована особовим складом і технікою майже на 95% від штатної чисельності. 

## Історія
Створена 24 липня 1945 року на основі 2-го гвардійського танкового корпусу у місті Псков, Псковська область.
Реорганізація 23 травня 1953 року:
- 4-й гвардійський мотострілецький полк було переформовано на 122-й гвардійський механізований полк
- 873-й артилерійський полк було утворено на базі 273-го мінометного полку та 000 окремого гаубичного дивізіону
- 79-й окремий мотоциклетний батальйон було перейменовано на 79-й окремий розвідувальний батальйон
- створена 338-ма окрема рота хімічного захисту

Протягом 1953 року 1695-й зенітний артилерійський полк був скорочений до 14-го окремого зенітного артилерійського дивізіону.
У квітні 1955 року 14-й окремий зенітний артилерійський дивізіон був розгорнутий в 1108-й зенітний артилерійський полк.
У червні 1957 реорганізовано (наказ 12.3.57):
- 25-й гвардійський танковий полк розформовано
- 26-й гвардійський танковий полк перейменовано на 268-й гвардійський танковий полк
- 90-й гвардійський важкий танковий самохідний полк переформовано на 90-й гвардійський важкий танковий полк
- 122-й гвардійський механізований полк переформовано на 272-й гвардійський мотострілецький полк

У 1960 році 00 окремий навчальний танковий батальйон було розформовано.
Реорганізація 19 лютого 1962 року:
- створено 139-й окремий ремонтно-відновлювальний батальйон
- створено 201-й окремий ракетний дивізіон

У квітні 1968 (перед передислокацією до Монголії) 79-й окремий розвідувальний батальйон було заміщено на 86-й окремий розвідувальний батальйон, а (після прибуття до Монголії) 272-й гвардійський мотострілецький полк був заміщений на 456-й мотострілецький полк.
У 1968 році 51-й окремий гвардійський саперний батальйон було перейменовано на 51-й окремий гвардійський інженерно-саперний батальйон.
У 1980 році 000 окремий моторизований транспортний батальйон було перейменовано на 1084-й окремий батальйон матеріального забезпечення.
Від березня 2001 року перетворена на 3742-гу гвардійську центральну базу танкового резерву.

В 2005 році розформована.
У 2009 році сформована 5-та окрема гвардійська танкова Тацинська Червонопрапорна ордена Суворова бригада.

## Структура
Протягом історії з'єднання його структура та склад неодноразово змінювались.

### 1946
- 4-й гвардійський танковий полк
- 25-й гвардійський танковий полк
- 26-й гвардійський танковий полк
- 4-й гвардійський мотострілецький полк
- 90-й гвардійський важкий танковий самохідний полк
- 273-й мінометний полк
- 1695-й зенітний артилерійський полк
- 000 окремий гаубичний артилерійський дивізіон
- 28-й окремий гвардійський мінометний дивізіон
- 79-й окремий мотоциклетний батальйон
- 51-й окремий гвардійський саперний батальйон
- 1-й окремий гвардійський батальйон зв'язку
- 159-й окремий санітарно-медичний батальйон
- 000 окремий автомобільний транспортний батальйон
- 00 окремий навчальний танковий батальйон

### 1960
- 4-й гвардійський танковий полк (Луга, Ленінградська область)
- 90-й гвардійський важкий танковий полк (Луга, Ленінградська область) - від 1962 року 90-й гвардійський танковий полк
- 268-й гвардійський танковий полк (Луга, Ленінградська область)
- 456-й мотострілецький полк (Луга, Ленінградська область)
- 873-й артилерійський полк-й артилерійський полк (Луга, Ленінградська область)
- 1108-й зенітний артилерійський полк (Луга, Ленінградська область)
- 79-й окремий розвідувальний батальйон (Луга, Ленінградська область)
- 51-й окремий гвардійський саперний батальйон (Луга, Ленінградська область)
- 1-й окремий гвардійський батальйон зв'язку (Луга, Ленінградська область)
- 139-й окремий ремонтно-відновлювальний батальйон (Луга, Ленінградська область)
- 338-ма окрема рота хімічного захисту (Луга, Ленінградська область)
- 159-й окремий санітарно-медичний батальйон (Луга, Ленінградська область)
- 000 окремий моторизований транспортний батальйон (Луга, Ленінградська область)

### 1970
- 4-й гвардійський танковий полк (Чойбалсан, Монголія)
- 90-й гвардійський танковий полк (Чойбалсан, Монголія)
- 268-й гвардійський танковий полк (Чойбалсан, Монголія)
- 456-й мотострілецький полк (Чойбалсан, Монголія)
- 873-й артилерійський полк (Чойбалсан, Монголія)
- 1108-й зенітний артилерійський полк (Чойбалсан, Монголія)
- 86-й окремий розвідувальний батальйон (Чойбалсан, Монголія)
- 201-й окремий ракетний дивізіон (Чойбалсан, Монголія)
- 51-й окремий гвардійський інженерно-саперний батальйон (Чойбалсан, Монголія)
- 1-й окремий гвардійський батальйон зв'язку (Чойбалсан, Монголія)
- 139-й окремий ремонтно-відновлювальний батальйон (Чойбалсан, Монголія)
- 338-ма окрема рота хімічного захисту (Чойбалсан, Монголія)
- 159-й окремий санітарно-медичний батальйон (Чойбалсан, Монголія)
- 000 окремий моторизований транспортний батальйон (Чойбалсан, Монголія)

### 1980
- 4-й гвардійський танковий полк (Чойбалсан, Монголія)
- 90-й гвардійський танковий полк (Чойбалсан, Монголія)
- 268-й гвардійський танковий полк (Чойбалсан, Монголія)
- 456-й мотострілецький полк (Чойбалсан, Монголія)
- 873-й артилерійський полк (Чойбалсан, Монголія)
- 1108-й зенітний ракетний полк (Чойбалсан, Монголія)
- 86-й окремий розвідувальний батальйон (Чойбалсан, Монголія)
- 201-й окремий ракетний дивізіон (Чойбалсан, Монголія)
- 51-й окремий гвардійський інженерно-саперний батальйон (Чойбалсан, Монголія)
- 1-й окремий гвардійський батальйон зв'язку (Чойбалсан, Монголія)
- 139-й окремий ремонтно-відновлювальний батальйон (Чойбалсан, Монголія)
- 338-ма окрема рота хімічного захисту (Чойбалсан, Монголія)
- 159-й окремий медичний батальйон (Чойбалсан, Монголія)
- 1084-й окремий батальйон матеріального забезпечення (Чойбалсан, Монголія)

### 1988
- 4-й гвардійський танковий полк (Чойбалсан, Монголія)
- 90-й гвардійський танковий полк (Чойбалсан, Монголія)
- 268-й гвардійський танковий полк (Чойбалсан, Монголія)
- 456-й мотострілецький полк (Чойбалсан, Монголія)
- 873-й артилерійський полк (Чойбалсан, Монголія)
- 1108-й зенітний ракетний полк (Чойбалсан, Монголія) [з ЗРК «Куб» (SA-6)]
- 86-й окремий розвідувальний батальйон (Чойбалсан, Монголія)
- 201-й окремий ракетний дивізіон (Чойбалсан, Монголія)
- 51-й окремий гвардійський інженерно-саперний батальйон (Чойбалсан, Монголія)
- 1-й окремий гвардійський батальйон зв'язку (Чойбалсан, Монголія)
- 139-й окремий ремонтно-відновлювальний батальйон (Чойбалсан, Монголія)
- 338-ма окрема рота хімічного захисту (Чойбалсан, Монголія)
- 159-й окремий медичний батальйон (Чойбалсан, Монголія)
- 1084-й окремий батальйон матеріального забезпечення (Чойбалсан, Монголія)

## Розташування
- Штаб (Чойбалсан): 48°03′39″ пн. ш. 114°37′17″ сх. д. / 48.06083° пн. ш. 114.62139° сх. д.
- Чойбалсанські казарми (Зона 131): 48°03′31″ пн. ш. 114°37′24″ сх. д. / 48.05861° пн. ш. 114.62333° сх. д. (1108-й зенітний ракетний полк, 86-й окремий розвідувальний батальйон, 1-й окремий гвардійський батальйон зв'язку та 159-й окремий медичний батальйон)
- Чойбалсанські казарми (Зона 132): 48°05′33″ пн. ш. 114°41′44″ сх. д. / 48.09250° пн. ш. 114.69556° сх. д. (4-й гвардійський танковий полк, 268-й гвардійський танковий полк, 873-й артилерійський полк та 338-ма окрема рота хімічного захисту)
- Чойбалсанські казарми (Зона 133): 48°01′06″ пн. ш. 114°31′00″ сх. д. / 48.01833° пн. ш. 114.51667° сх. д. (90-й гвардійський танковий полк, 51-й окремий гвардійський інженерно-саперний батальйон, 139-й окремий ремонтно-відновлювальний батальйон та 1084-й окремий батальйон матеріального забезпечення)
- Чойбалсанські казарми (Західна зона, 130): 48°03′12″ пн. ш. 114°27′17″ сх. д. / 48.05333° пн. ш. 114.45472° сх. д. (456-й мотострілецький полк та 201-й окремий ракетний дивізіон)

- Штаб (Безрічна): 50°43′47″ пн. ш. 116°10′14″ сх. д. / 50.72972° пн. ш. 116.17056° сх. д.
- Безрічненські казарми: 50°43′25″ пн. ш. 116°10′35″ сх. д. / 50.72361° пн. ш. 116.17639° сх. д.
- Мирненські казарми: 50°45′49″ пн. ш. 116°04′17″ сх. д. / 50.76361° пн. ш. 116.07139° сх. д.

## Оснащення
- переведена з Т-62 на Т-72 в середині 1980-х
- на 1988 рік мала Т-72, кілька Т-64 та кілька Т-55 - також 4 Т-34/85 для статичної оборони, БМП-1 та БМП-2, БТР-60/70, 2С1 «Гвоздика», 2С3 «Акація», БМ-21 «Град»